# Mariam Kurth
Mariam Kurth (* 5. Dezember 1976 in Halle (Saale)) ist eine deutsche Schauspielerin und Synchronsprecherin.

## Biografie
Mariam Kurth erhielt in Berlin und Münster ihre Ausbildung in Schauspiel und Musical.
In den Jahren darauf spielte sie an diversen Theatern. Erst im neuen Jahrtausend begann sie auch Engagements vor der Kamera wahrzunehmen. Des Weiteren übt sie erste Synchronsprechtätigkeiten aus.
2008 übernahm sie eine Hauptrolle in der Serie 112 – Sie retten dein Leben.

## Theater
- 2007: Ernst Deutsch Theater
- 2006: Westfälisches Landestheater
- 2004/05: Schauspielhaus Essen
- 2002: Theater am Kurfürstendamm, Berlin
- 2002: Theater Strahl, Berlin
- 2001: Volkstheater Rostock
- 2000: Städtebundtheater Halberstadt/Quedlinburg
- 2000: Bühne 64, Zürich
- 1999–2000: Westfälisches Landestheater
- 1999: Freies Theaterprojekt mit Rosa von Praunheim, Berlin
- 1998/99: Neue Werkbühne München
- 1996: Volksbühne/Prater Berlin
- 1995: Wintergarten Berlin
- 1994: Wolfgang Borchert Theater Münster

## Filmografie (Auswahl)
- 2008: 112 – Sie retten dein Leben
- 2008: Bis dass der Tod uns scheidet
- 2004: Die Wache
- 2003: Schachspielen verboten
- 2002: Kühe vom Nebel geschwängert

## Sprechrollen (Auswahl)

### Filme
- 2006: für Renee Dorian als Gwen in The Mangler Reborn
- 2007: für Keiko Kitagawa als Reiko in The Fast and the Furious: Tokyo Drift
- 2009: für Cathy Murphy als Stadtstreicherin in Decoder
- 2009: für Jane Willingham als Emma Ulster in Fissure
- 2010: für Natasha Lyonne als Deborah Tennis in All About Evil

### Serien
- 2005: als Milly und Sissy Delmas in Code Lyoko
- 2007: als Olga und Ferrow in Gunslinger Girl
- 2008: als Tiffany in Bratz
- 2008: als Wendy, Tawni und Gina in Creepie
- 2008: als Samantha in Monster Buster Club
- 2009: als Wunschbärchi und Twissliwölkchen in Glücksbärchis
- 2010: als Alice in Sally Bollywood